# Кастекс, Пьер
Пьер Кастекс (фр. Pierre Castex; 1760—1805) — французский военный деятель, полковник (1804 год), участник революционных и наполеоновских войн. В честь полковника названа улица в 4-м округе Парижа (фр. Rue Castex).

## Биография
Начал службу 4 июня 1776 года в 50-м пехотном полку. 4 июня 1781 года стал капралом, 22 июня 1782 года – сержантом. 1 июля 1792 года получил звание младшего лейтенанта, и 21 сентября 1793 года стал старшим аджюданом. Сражался в рядах Итальянской армии, отличился в битве при Говерноло 18 сентября 1796 года, где был ранен пулей в левое колено. 21 декабря 1796 года был награждён званием командира батальона, и возглавил батальон в 51-й полубригаде линейной пехоты. Кампанию 1799 года провёл в Голландии, затем сражался в рядах Рейнской армии. После заключения Люневильского мира вернулся во Францию. 19 августа 1804 года был произведён Императором в полковники, и поставлен во главе 13-го полка лёгкой пехоты. Служил в лагере Брюгге Армии Берегов Океана в составе пехотной дивизии Биссона, которая 29 августа 1805 года вошла в состав 3-го армейского корпуса маршала Даву Великой Армии. Принимал участие в Австрийской кампании 1805 года. Был убит пулей в лоб в сражении при Аустерлице 2 декабря 1805 года.

## Награды
Легионер ордена Почётного легиона (14 июня 1804 года)